# Dead Man
Dead Man er en amerikansk westernfilm fra 1995 skrevet og instrueret af Jim Jarmusch. I filmen medvirker blandt andet Johnny Depp, Gary Farmer, Billy Bob Thornton, Iggy Pop, Crispin Glover, John Hurt, Michael Wincott, Lance Henriksen og Robert Mitchum. Filmen, der indeholder en række forvanskede elementer fra den klassiske westerngenre, er af instruktøren Jim Jarmusch betegnet som en “syre-western”. Filmen er optaget i sort-hvid.
Filmen anses generelt for at være usædvanlig grundigt researchet i relation til de nordamerikanske indianeres kultur. Filmen er yderligere bemærkelsesværdig ved at være en af de forholdsvis få film om oprindelige amerikanere, der nuanceret skildrer detaljer og forskelligheder mellem de enkelte stammer uden stereotyper. Filmens afsluttende scene er optaget i en rekonstrueret Makah-landsby.
Filmen havde et budget på 9 millioner $, men indspillede alene ca. 1 million $ i biografteatre. Modtagelsen blandt filmkritikerne var blandet, men filmen blev nomineret til De Gyldne Palmer på Filmfestivalen i Cannes i 1995.
Musikken til filmen blev komponeret af Neil Young og består af syv instrumentalstykker med uddrag af dialog fra filmen og Johnny Depp, der oplæser et digt af William Blake. Musikstykkerne er hovedsagelig improvisationer af Neil Young.

## Medvirkende
- Johnny Depp i rollen som William Blake
- Gary Farmer i rollen som Nobody
- Crispin Glover i rollen som Train Fireman
- Robert Mitchum i rollen som John Dickinson
- John Hurt i rollen som John Scholfield
- Mili Avital i rollen som Thel Russell
- Gabriel Byrne i rollen som Charlie Dickinson
- Lance Henriksen i rollen som Cole Wilson
- Michael Wincott i rollen som Conway Twill
- Eugene Byrd i rollen som Johnny «The Kid» Pickett
- Iggy Pop i rollen som Salvatore «Sally» Jenko
- Billy Bob Thornton i rollen som Big George Drakoulious
- Jared Harris i rollen som Benmont Tench
- Alfred Molina i rollen som Trading Post Missionary
- Gibby Haynes i rollen som Man with Gun in Alley

## Eksterne links
- Dead Man på Internet Movie Database (engelsk)
- Dead Man på Filmdatabasen
- Dead Man på Scope
- Dead Man i Svensk Filmdatabas (svensk)
- Dead Man på AlloCiné (fransk)
- Dead Man på MovieMeter (nederlandsk)
- Dead Man på AllMovie (engelsk)
- Dead Man hos American Film Institute (engelsk)
- Dead Mans profil hos Encyclopædia Britannica Online (engelsk)
- Dead Man på Turner Classic Movies (engelsk)
- Dead Man Arkiveret 12. september 2008 hos  Wayback Machine på Jim Jarmusch website